# Dammen, Närke
Dammen är en sjö i Haddebo i Hallsbergs kommun i Närke och ingår i Motala ströms huvudavrinningsområde. Sjöns area är 0,015 kvadratkilometer och den är belägen 105 meter över havet.